# Hebei
Hebei (kin. 河北, Hebei) je kineska pokrajina u sjeveroistočnom dijelu Kine. Površina pokrajine je 187.700 četvornih kilometara, gdje je 2009. živjelo preko 70 milijuna ljudi. Glavni i ujedno najveći grad pokrajine je Shijiazhuang. 

## Naziv
Ime joj potječe od izraza hebei, što znači „sjeverno od rijeke”, pri tom misleći na njen položaj u odnosu na Žutu rijeku.. Tijekom dinastije Han, južni dio pokrajine Hebei je bio pokrajina (zhou) Ji (冀, Jì), što se i danas koristi kao skraćenica za Hebei. Alternativno ime za pokrajinu je Yānzhào (燕趙), što je složenica od naziva drevnih kineskih država Yan i Zhao koje su na ovom području postojale prije ujedinjenja Kineskog carstva.

## Zemljopis
Hebei u potpunosti okružuje područja oko Tianjina i Pekinga. Graniči s pokrajinama Liaoning na sjeveroistoku, Shanxi na zapadu, Henanom i Shandongom na jugu i jugoistoku, te s autonomnom pokrajinom Unutarnjom Mongolijom na sjeveroistoku. Bohajski zaljev Žutog mora joj je na istoku, a mali dio pokrajine je enklava odvojena od ostatka pokrajine, između područja oko Pekinga i Tianjina.
Veći gradovi su: Shijiazhuang, Baoding, Tangshan, Qinhuangdao, Handan i Zhangjiakou. Glavni grad pokrajine je od 1968. god. Shijiazhuang udaljen 280 km jugozapadno od Pekinga. Sve do 1958. god. to je bio Baoding, pa je onda jedno kratko vrijeme to bio Tianjin, te onda opet Baoding od 1966. do 1968. god.
Hebei se sastoji od dva gotova jednaka dijela: nizinskog sjevernog dijela Sjeveroistočne kineske visoravni i planinskih gorja duž sjeverne i zapadne granice pokrajine. Njen nizinski dio u velikoj mjeri čine aluvijalnie naslage pet glavnih pritoka rijeke Hai.

### Klima
Po Köppenovoj klasifikaciji klime Hebei ima kontinentalnu klimu s monsunima, s hladnim i suhim zimama i vrućim i vlažnim ljetima. Prosječne siječanjske temperature su između: -16 do -3 °C, a od 20 do 27 °C u srpnju. Godišnje oborine kreću se od 400 do 800 mm, jako koncentrirane u ljetnim mjesecima.

## Povijest
Ravnice Hebeija su bile dom pekinškog čovjeka, podvrste Homo erectusa prije oko 450 tisuća godina, a na arheološkom lokalitetu Beifudi pronađeni su neolitski dokazi ljudskog obitovanja iz oko 8.000 pr. Kr.
Tijekom Razdoblja proljeća i jeseni (722. pr. Kr. - 476. pr. Kr.) Hebeijem je vladala država Yan (燕) na sjeveru i država Jin (晉) na jugu. U istom razdoblju je nomadski narod Dí (狄) osvojio
ravnice Hebeija i osnovao državu Zhongshan (中山). Tijekom Razdoblja zaraćenih država  (475. pr. Kr. - 221. pr. Kr.) Jin su podijelile kineske države, a najveći dio osvojila je država Zhao (趙).
U Kineskom Carstvu dinastija Qin i osobito Han (206. pr. Kr.-220.) ovo područje je bilo podijeljeno u dvije pokrajine (zhou), Youzhou (幽州) na sjeveru i Jizhou (冀州 Jì Zhōu) na jugu. Pred kraj dinastije Han, ove pokrajine je osvojio vojskovođa Yuan Shao, da bi ga naposljetku pobijedio južni rival Cao Cao iz današnjeg Henana, nakon Bitke kod Guandua 200. god. Od tada je Hebei dio kraljevstva Cao Wei (曹魏 Cáo Wèi), jednog od kineska tri kraljevstva (三国|时代 Sānguó shí dài) nastalih raspadom Carstva.
Nakon invazije nomadskih naroda na koncu dinastije Jin (265.–420.) i kaosa šesnaest kraljevstava, te južnih i sjevernih dinastija, Hebei je mnogo puta mijenjao vlast između kraljevstava Kasniji Zhao, Raniji Yan, Raniji Qin i Kasniji Yan. Sjeverni Wei, dinastija koja je ujedinila Kinu 440. god., podijelila se 534. na Istočni Wei, kasniji Sjeverni Qi koji je imao prijestolnicu u gradu Ye (鄴), kod današnjeg Linzhanga u Hebeiju. Naposljetku je dinastija Sui ponovno ujedinila Kinu 589. god.
Dinastija Tang (618.-907.) je napokon uobličila ovu pokrajinu pod imenom Hebei (sjeverno od Žute rijeke), ali je tijekom Pet dinastija i Deset kraljevstava (907.-960.) rascjepkana između više kraljevstava da bi ju Li Cunxu ponovo uklopio u Kasniju dinastiju Tang (923.–936.). Poslije toga je Shi Jingtang uklopio u Kasniji Jin (936.-947.), dok je sjeverne dijelove (poznate kao „Šesnaest prefektura Yanyuna”) osvojila džurdžijska Dinastija Liao (907.-1125.). Tijekom Sjeverne dinastije Sung (960.-1127.) ovo područje je bilo mjesto mnogih sukoba Sunga i Liaoa, samo da bi ih sve porazila Dinastija Jin (1115. – 1234.)
Mongolska dinastija Yuan je Hebeiom vladala kao sekretarijatom (中書省) sa sjedištem u gradu Dadu. Dinastija Ming ga je uredila kao „Beizhili” (北直隸, Běizhílì), tj. „sjever pod izravnom upravom” Pekinga, dok su „jug pod izravnom upravom” bile današnje pokrajine Jiangsu i Anhui.
Tijekom dinastije Qing, ukinuta je južna izravna uprava, a sjeverna (Hebei) se nazvala Zhili, što je bila kratica za „pod izravnom upravom dvora”. U to vrijeme je Zhili se prostirao i na veći dio Unutarnje Mongolije. Nakon pada carstva Zhili je bio dom jedne frakcije vladajućih generala, sjevernih militarista Pekinga. Godine 1928. mijenja ime u svoj današnji naziv, naglašavajući kako je to obična pokrajina.
Nakon okupacije Mandžurije 1931. god. i uspostave marionetske države Mandžukuo, Hebei je 1932. god. postala tampon zona između nacionalističkog Kuomintanga u Pekingu i japanskih okupatora koji su 1933. god. okupirala susjedne sjeverne pokrajine Rehe i Chahar. God. 1935. Japanci su iz Tongzhoua (današnji distikt Pekinga) u ovim pokrajinama uspostavili kolaboracionističku kinesku vlast, „Vojno vijeće autonomnog istočnog Hopejija (Hebejija)”. Nakon Tongzhou ustanka, od 1937.-1945., Hebei i Peking su okupirali japanski vojnici.
U sklopu upravne reorganizacije Narodne Republike Kine poslije 1949., pokrajini su dodana područja oko Chengdea (Jehol) i Zhangjiakou (Kalgan), bivši glavni gradovi pokrajina Rehe i Chahar.
Dana, 28. srpnja 1976., grad Tangshan je pogodio potres s nizom manjih potresa tijekom desetljeća. Prema službenim podacima, ukupno je poginulo 240.000 ljudi

## Znamenitosti
Yin Xu (kineski: 殷墟, pinyin: Yīnxū, što znači "Ruševine Yina") je naziv za ruševine posljednje prijestolnice kineske dinastije Shang (1766. pr. Kr. - 1050. pr. Kr., brončano doba). Nalazi se kraj suvremenog grada Anyanga, a javnosti je otvoren kao Vrtni muzej Yinxu. Ponovno je otkriven 1899. godine te se smatra najstarijim i najvećim arheološkim nalazištem u Kini, jednim od povijesnih prijestolnica Kine koja je 2006. godine upisana na UNESCO-ov popis mjesta svjetske baštine u Aziji i Oceaniji kao svjedočanstvo zlatnog doba rane povijesti kineske kulture, obrta i znanosti.
Chengde (承德, Chéngdé) je gradska prefektura koja je najpoznatiji kao povijesni grad Jehol u kojemu je bilo sjedište planinskog ljetnikovca kineskih careva dinastije Qing. Ljetnikovac (izgrađen od 1703. – 92.) je veliki kompleks palača, ceremonijalnih i upravnih građevina, te hramova različitih arhitektonskih stilova i carskih vrtova; svi skladno uklopljeni u krajolik jezera, pašnjaka i šuma. Pored estetskih vrijednosti, Planinski ljetnikovac je rijedak povijesni primjer krajnje faze feudalnog društva u Kini. Zbog toga je upisan na UNESCO-ov popis mjesta svjetske baštine u Aziji i Oceaniji 1994. god.

## Uprava
Hebei je podijeljen na 11 gradskih prefektura:
| Zemljovid              | #                                              | Naziv                                        | Upravno sjedište                | Kinesko pismo Pinyin | Stanovništvo (2010.) |
| ---------------------- | ---------------------------------------------- | -------------------------------------------- | ------------------------------- | -------------------- | -------------------- |
|                        |                                                |                                              |                                 |                      |                      |
| — Gradske prefekture — |                                                |                                              |                                 |                      |                      |
| 1.                     | Shijiazhuang                                   | Chang'an (distrikt)                          | 石家庄市 Shíjiāzhuāng Shì       | 10.163.788           |                      |
| 2.                     | Baoding                                        | Xinshi (distrikt)                            | 保定市 Bǎodìng Shì              | 11.194.379           |                      |
| 3.                     | Cangzhou                                       | Yunhe (distrikt)                             | 沧州市 Cāngzhōu Shì             | 7.134.053            |                      |
| 4.                     | Chengde                                        | Shuangqiao (distrikt)                        | 承德市 Chéngdé Shì              | 3.473.197            |                      |
| 5.                     | Handan                                         | Congtai (distrikt)                           | 邯鄲市 Hándān Shì               | 9.174.679            |                      |
| 6.                     | Hengshui                                       | Taocheng (distrikt)                          | 衡水市 Héngshǔi Shì             | 4.340.773            |                      |
| 7                      | Langfang                                       | Anci (distrikt)                              | 廊坊市 Lángfāng Shì             | 4.358.839            |                      |
| 8.                     | Qinhuangdao                                    | Haigang (distrikt)                           | 秦皇島市 Qínhuángdǎo Shì        | 2.987.605            |                      |
| 9.                     | Tangshan                                       | Lunan (distrikt)                             | 唐山市 Tángshān Shì             | 7.577.284            |                      |
| 10                     | Xingtai                                        | Qiaodong (distrikt)                          | 邢台市 Xíngtái Shì              | 7.104.114            |                      |
| 11.                    | Zhangjiakou                                    | Qiaoxi (distrikt)                            | 张家口市 Zhāngjiākǒu Shì        | 4.345.491            |                      |
| — Odvojeno područje —  |                                                |                                              |                                 |                      |                      |
| #                      | Sjevernokinesko upravno područje naftnih polja | (North China Oilfield Administrative Region) | 华北油田地区 Huáběiyóutián Dìqū | 133.000              |                      |

Ova područja su nadalje podijeljena na 172 okružna područja, i to 22 gradska okruga, 108 okruga, 6 autonomnih okruga i 36 distrikta. Oni su nadalje podijeljeni na 2.207 općina od kojih jedan ima status javnog ureda distrikta, 937 status grada, te 979 naselja, 55 etničkih naselja i 235 poddistrikta.

## Gospodarstvo
Hebei je jedna od privredno najrazvijenijih područja Kine. Bruto domaći proizvod Hebeia 2011. god. znosio je 379 milijardi dolara, odnosno 5.198 dolara po glavi stanovnika.

## Vanjske poveznice
- Službene stranice pokrajine Hebei  Arhivirana inačica izvorne stranice od 25. srpnja 2003. (Wayback Machine) (kin.)
- Hebei na portalu Encyclopædia Britannica (engl.)